# Clube dos 13
De Clube dos Treze (club van 13) is een organisatie die de twintig grootste clubs in Brazilië vertegenwoordigd. Zij verhandelt onder andere over televisie- en radiorechten van de Campeonato Brasileiro en representeert de profclubs in dialogen met de Braziliaanse voetbalbond CBF over hoe de landelijke kampioenschappen opgezet moeten worden.
De clube dos 13 werd opgericht op 11 juli 1987 door, zoals de naam zegt, 13 verschillende clubs die op dat moment tot de grootste van het land gerekend werden. De groep werd opgericht uit onvrede met het door de bond gevoerde beleid. In haar historie organiseerde de organisatie twee toernooien.

## Copa União (1987)
In de jaren 1980 leefden verschillende Braziliaanse clubs in grote onvrede met de nationale bond CBF en begonnen om die reden hun eigen landskampioenschap. Zij hoopten te bereiken dat niet langer tot ruim 90 clubs mee konden doen aan het nationale kampioenschap en dat er voor de beste clubs een lucratievere toernooiopzet ingericht zou worden. De Copa União werd gespeeld door de dertien leden van de nieuwe organisatie en drie uitgenodigde clubs, te weten Coritiba, Goiás en Santa Cruz.
De teams werden opgedeeld in twee groepen van acht. In de eerste fase speelden de teams van de ene groep één keer tegen alle teams van de andere groep, en in de tweede fasen speelden de teams binnen de groepen één keer tegen elkaar. De bovenste twee van elke groep gingen door naar de halve-finale, en de winnaars daarvan kwamen tegen elkaar uit in de finale. De halve-finale en finale werden gespeeld op basis van een uit- en thuiswedstrijd.
De Copa União werd niet erkend door de Braziliaanse en Zuid-Amerikaanse bonden. Wel nodigde de Braziliaanse bond winnaar Flamengo en nummer twee Internacional uit om tegen de winnaars van de originele competitie (Sport en Guarani) uit te komen, maar dit voorstel werd geweigerd. Om die reden mochten zowel Flamengo als Internacional niet meedoen aan de Copa Libertadores van 1988.

## Copa João Havelange (2000)
Dit tweede toernooi dat door de organisatie werd opgezet werd niet alleen geaccepteerd en erkend door de CBF, maar zelfs in haar opdracht gehouden om het nationale kampioenschap in dat jaar te vervangen. Het toernooi werd opgezet nadat in 1999 Gama haar degradatie gerechtelijk had aangevochten en de rechtszaak bovendien had gewonnen, waardoor de normale promotie en degradatie regels opgezet voor dat seizoen niet meer door konden gaan. De CBF werd bovendien veroordeeld en gedwongen de organisatie van de nationale competitie voor dat jaar uit handen te geven.
Aan de Copa João Havelange deden 116 clubs mee, die in vier modules werden ingedeeld naar populariteit en traditie. De eerste module, "blauw", bestond uit 25 clubs (waaronder Gama) en is te vergelijken met de hoogste afdeling van het Braziliaanse voetbal. De tweede module, module "geel" bestond uit 36 teams verdeeld in twee groepen van 18. De modules "wit" en "groen" bestonden uit in totaal 55 teams die in 8 groepen werden onderverdeeld.
De twaalf besten uit module "blauw", drie besten uit module "geel" en de kampioen van de play-off tussen de kampioen van module "groen" en de kampioen van module "wit" stroomden door naar de achtste finale. Vanaf die ronde gold het knockout systeem. In de finale troffen São Caetano em Vasco da Gama elkaar. Laatstgenoemde won de competitie.

## Leden bij oprichting
- Atlético Mineiro (MG)
- Bahia (BA)
- Botafogo (RJ)
- Corinthians (SP)
- Cruzeiro (MG)
- Flamengo (RJ)
- Fluminense FC (RJ)
- Grêmio (RS)
- Internacional (RS)
- Palmeiras (SP)
- Santos (SP)
- São Paulo (SP)
- Vasco (RJ)

## Nieuwe Leden
- Atlético Paranaense (PR)
- Coritiba (PR)
- Goiás (GO)
- Guarani (SP)
- Portuguesa (SP)
- Sport (PE)
- Vitória (BA)